# Хърбърт Уелс
Хърбърт Джордж Уелс (на английски: Herbert George Wells, по-известен като H. G. Wells) е английски писател, известен най-вече с научнофантастичните си романи. Освен научна фантастика той пише и съвременни романи, исторически, политически и социални коментари и дори наръчници за игри с войничета. Уелс, заедно с Жул Верн и Хюго Гърнсбек, е наричан „баща на научната фантастика“.
Изучаването на биология и размислите на Уелс по етични проблеми се проявяват в специфичен дарвинистки контекст. От ранна възраст той е отявлен социалист и често изразява пацифистките си възгледи (но невинаги, както в началото на Първата световна война). Късните му творби са по-политически и дидактични и често в официални документи заявява като своя професия „журналист“. Повечето от романите му нямат много общо с научната фантастика. Някои описват живота на долната средна класа, което води до оприличаването му на наследник на Дикенс, но Уелс описва широк спектър от обществени слоеве и дори се опитва да диагностицира английското общество като цяло.

## Биография
Роден е в град Бромли, графство Кент. Баща му бил беден търговец. Когато Хърбърт навършва 14 години, напуска училище, защото не му достигат средства. Към ученето се връща четири години по-късно, когато печели стипендия за училище на науките. Отново благодарение на стипендия успява да влезе в Лондонския университет, където завършва през 1890 г. във факултет по биология.
С литература започва да се занимава, след като завършва университета. Когато навършва тридесет години вече са издадени научнофантастичните му романи „Машината на времето“ („The Time Machine“, 1895), „Невидимият човек“ („The Invisible Man“, 1897) и „Война на световете“ („The War of the Worlds“, 1898). След като навършва трийсет години той започва да пише романи на обществена тема. Това се дължи на неговата промяна на възгледите от капиталистически на социалистически. През 1908 г. Хърбърт Уелс става член на Фабианското общество.
През 1922 г. той прави опит да навлезе в политиката като се кандидатира за парламента. След провала си на окръжните избори той не е избран. След това Уелс пътува до Русия, където се среща с Владимир Ленин. По-късно няколко години живее във Франция. След завръщането си във Великобритания през 1934 г. той е избран за президент на международния ПЕН клуб. Като такъв и умира през 1946 г.
Според критиците и читателите най-добрите творби на Хърбърт Уелс са от ранните години на неговото творчество. Това са първите му три романа, както и повестите и разказите, които са публикувани в първите му два сборника. Това са и най-популярните му произведения.

### Научнофантастични романи
- Машината на времето (1895)
- The Wonderful Visit (1895)
- Островът на доктор Моро (1896)
- The Wheels of Chance (1896)
- Невидимия (1897)
- Война на световете (1898)
- The Sleeper Awakes (1899)
- Love and Mr Lewisham (1901)
- The Sea Lady (1902)
- The Food of the Gods and How It Came to Earth (1904)
- Kipps (1905)
- A Modern Utopia (1905)
- In the Days of the Comet (1906)
- The War in the Air (1908)
- Tono-Bungay (1909)
- Ann Veronica (1909)
- The History of Mr Polly (1910)
- The New Machiavelli (1911)
- Marriage (1912)
- The Passionate Friends (1913)
- The Wife of Sir Isaac Harman (1914)
- The World Set Free (1914)
- Bealby: A Holiday (1915)
- Boon (1915)
- The Research Magnificent (1915)
- Mr. Britling Sees It Through (1916)
- The Soul of a Bishop (1917)
- Joan and Peter: The Story of an Education (1918)
- The Undying Fire (1919)
- The Secret Places of the Heart (1922)
- Men Like Gods (1923)
- The Dream (1924)
- Christina Alberta's Father (1925)
- The World of William Clissold (1926)
- Meanwhile (1927)
- Мистър Бледсуърти на остров Ремпол, Mr Blettsworthy on Rampole Island (1928)
- The Autocracy of Mr Parham (1930)
- The Bulpington of Blup (1932)
- The Shape of Things to Come (1933)
- The Croquet Player (1936)
- Brynhild (1937)
- Star-Begotten (1937)
- The Camford Visitation (1937)
- Apropos of Dolores (1938)
- The Brothers (1938)
- The Holy Terror (1939)
- Babes in the Darkling Wood (1940)
- All Aboard for Ararat (1940)
- You Can't Be Too Careful (1941)

### Повести и разкази
- A Catastrophe
- A Deal in Ostriches
- A Dream of Armageddon (Сън за Армагедон)
- A Slip Under the Microscope
- A Story of the Days to Come
- A Story of the Stone Age
- A Tale of the Twentieth Century
- A Vision of Judgement
- Aepyornis Island
- Filmer
- In the Abyss(В бездната)
- In the Avu Observatory
- In the Modern Vein: An Unsympathetic Love Story
- Jimmy Goggles the God
- Mari Terrible
- Miss Winchelsea's Heart
- Mr. Brisher's Treasure
- Mr. Ledbetter's Vacation (Ваканцията на мистър Ледбетър)
- Mr. Skelmersdale in Fairyland
- My First Aeroplane
- Pollock and the Porroh Man
- The Apple
- The Argonauts of the Air
- The Beautiful Suit
- The Change
- The Chronic Argonauts
- The Cone
- The Country of the Blind (Страната на слепите)
- The Croquet Player
- The Crystal Egg (Кристалното яйце)
- The Diamond Maker
- The Door in the Wall (Вратата в стената)
- The Empire of the Ants
- The Flying Man
- The Hammerpond Park Burglary (Обирът в Хемърпондския парк)
- The Inexperienced Ghost
- The Invisible Man (Невидимият)
- The Island of Dr. Moreau
- The Jilting of Jane
- The Land Ironclads
- The Little Mother Up the Morderben
- The Lord of the Dynamos
- The Lost Inheritance
- The Magic Shop
- The Man Who Could Work Miracles (Човекът, който правеше чудеса)
- The Moth
- The New Accelerator (Новият ускорител)
- The Obliterated Man
- The Pearl of Love
- The Plattner Story(Историята на Платнер)
- The Purple Pileus
- The Rajah's Treasure
- The Reconciliation
- The Red Room
- The Remarkable Case of Davidson's Eyes (Забележителният случай с очите на Дейвидсън)
- The Sad Story of a Dramatic Critic
- The Sea-Raiders
- The Star
- The Stolen Bacillus(Откраднатия бацил)
- The Stolen Body (Откраднатото тяло)
- The Story of the Last Trump
- The Story of the Late Mr. Elvesham
- The Strange Orchid
- The Temptation of Harringay
- The Time Machine (Машината на времето)
- The Treasure in the Forest
- The Triumphs of a Taxidermist
- The Truth About Pyecraft(Истината за Пайкрафт)
- The Valley of Spiders
- Through a Window
- Under the Knife
- When the Sleeper Wakes